# Мартін Долежал
Мартін Долежал (чеськ. Martin Doležal, нар. 3 травня 1990, Валашске-Мезиржичі) — чеський футболіст, нападник клубу «Яблонець».

## Клубна кар'єра
У дорослому футболі дебютував 2009 року виступами за команду Сігма (Оломоуць), в якій провів п'ять сезонів, взявши участь у 57 матчах чемпіонату і у 2012 році виграв з командою свій перший трофей — Суперкубок Чехії. Втім основним гравцем команди ніколи не був і здавався в оренди в клуби другого дивізіону «Тржинець» та «Збройовка».
На початку 2014 року перейшов у «Яблонець». Станом на 23 вересня 2018 року відіграв за команду з Яблонця-над-Нісою 123 матчі в національному чемпіонаті. У 2015, 2016 та 2018 роках ставав фіналістом Кубка Чехії, втім жодного разу цей трофей так і не виграв.

## Виступи за збірні
2008 року дебютував у складі юнацької збірної Чехії, взяв участь у 14 іграх на юнацькому рівні, відзначившись одним забитим голом.

## Досягнення
- Володар Суперкубка Чехії: 2012